# سقوط المپیوس (فیلم)
سقوط المپیوس (به انگلیسی: Olympus Has Fallen) یک فیلم اکشن و دلهره آور محصول سال ۲۰۱۳ آمریکا به کارگردانی آنتونی فوکوآ است. در این فیلم بازیگرانی همچون جرارد باتلر، آرون اکهارت، مورگان فریمن، آنجلا باست، رابرت فورستر، کول هاسر، اشلی جاد، ملیسا لئو، دیلان مک درموت، رادا میشل، ریک یان نقش‌آفرینی کرده‌اند.
دنباله این فیلم با نام سقوط لندن در سال ۲۰۱۶ ساخته شد.

## داستان
یک گروه تروریستی اهل کرهٔ شمالی با تجهیزات پیشرفته به کاخ سفید حمله می‌کنند و موفق می‌شوند تمام نگهبانان و محافظان را از پای درآورند. آن‌ها همچنین موفق می‌شوند به کمک عوامل نفوذی خودشان رئیس‌جمهور و سایر مقامات بلند مرتبه را گروگان بگیرند اما یک مأمور امنیتی به نام مایک بانینگ (جرارد باتلر) که موفق شده زنده بماند به مقابله با آنان برمی‌خیزد.
او ابتدا جان فرزند رئیس‌جمهور را نجات می‌دهد و سپس آغاز به کشتن عوامل حمله‌کننده می‌کند، خواستهٔ تروریست‌های کره‌ای خارج شدن نیروهای آمریکایی از شبه‌جزیرهٔ کره و تشکیل کرهٔ متحد است. خواستهٔ دوم آن‌ها هم دستیابی به کد امنیتی موشک‌های هسته‌ای آمریکایی است و برای همین موضوع رئیس‌جمهور و سایر همکارانش را تحت فشار قرار می‌دهند. همه ابتدا فکر می‌کنند که کره‌ای‌ها می‌خواهند موشک‌ها را پرتاب کنند و آن‌ها را در فضا منفجر کنند تا بدین ترتیب آمریکا را خلع سلاح کند.
اما پس از دستیابی به رمز متوجه می‌شوند قصد آن‌ها فعال‌سازی بمب در پایگاه‌های خودشان و نابودی آن‌هاست تا بتوانند آمریکا را با خاک یکسان کنند اما چند لحظه پیش از پرتاب مایک بانینگ (جرارد باتلر) سر می‌رسد و پس از کشتن نیروهای حمله‌کننده جان رئیس‌جمهور را نجات می‌دهد.

## بازیگران
- جرارد باتلر در نقش مایک بانینگ
- آرون اکهارت در نقش رئیس‌جمهور بنجامین آشر
- مورگان فریمن در نقش رئیس مجلس نمایندگان آلن ترامبال
- آنجلا باست در نقش لین جاکوبس
- ریک یان در نقش کانگ ینسوک
- دیلان مک درموت در نقش دیو فوربس
- ملیسا لئو در نقش روث مک میلان
- رابرت فورستر در نقش ادوارد کلگ
- کول هاسر در نقش مأمور روما
- اشلی جاد در نقش مارگارت آشر (بانوی اول)